# Гарагузо
Гарагузо (итал. Garaguso) је насеље у Италији у округу Матера, региону Базиликата.
Према процени из 2011. у насељу је живело 951 становника. Насеље се налази на надморској висини од 484 м.

## Становништво
| 1951. | 1961. | 1971. | 1981. | 1991. | 2001. | 2011. |
| ----- | ----- | ----- | ----- | ----- | ----- | ----- |
| 1.420 | 1.491 | 1.312 | 1.303 | 1.270 | 1.193 | 1.134 |